# Salentin von Zwierlein
Friedrich Salentin von Zwierlein (* 17. Januar 1747 in Wetzlar; † 6. Oktober 1813 in Winnerod) war ein deutscher Jurist und Regierungspräsident im Fürstentum Solms-Braunfels.

## Leben

### Herkunft und Familie
Friedrich Salentin von Zwierlein entstammte dem Adelsgeschlecht Zwierlein, das von seinem Vater Johann Jacob von Zwierlein (1699–1772), am 24. Februar 1752 von Kaiser Joseph II. in den erblichen Adelsstand erhoben, begründet wurde. Seine Mutter war Elisabeth Dorotheea von Gülchen (1718–1797). Sein Bruder Christian Jacob (1737–1783) war Prokurator am Reichskammergericht in Wetzlar. 
Am 16. Oktober 1777 heiratete Salentin in Kirchheimbolanden Caroline von Harling (1755–1804). Die Ehe brachte die Töchter 
- Luise Christiane (1779–1835, ⚭ in 2. Ehe mit Georg von Nordeck zur Rabenau, 1777–1853)
- Charlotte (⚭ 1804 Gottlieb von Nordeck zur Rabenau, 1776–1846)
- Eleonore Christiane (⚭ mit Friedrich Schenck zu Schweinsberg, 1777–1832)
- Amalie (1778–1829, ⚭ mit Ludwig Schenck zu Schweinsberg, 1767–1847)

### Wirken
Salentin hatte ein Studium der Rechtswissenschaften absolviert und stand in Diensten des Fürsten von Solms-Braunfels. 
Er war Geheimer Rat und bekleidete das Amt des Regierungspräsidenten. 
Als Subdelegierter einer kaiserlichen Kommission, die eingesetzt worden war zur Klärung der Verhältnisse in der überschuldeten Grafschaft Gaugrehweiler, war er am Verfahren gegen den Rheingrafen Carl Magnus beteiligt. 

### Sonstiges
Das Herrenhaus nahe der abgegangenen Burg Winnerod wurde im Jahre 1800 als Adelssitz für Salentin von Zwierlein errichtet.

### Auszeichnungen
Geheimer Rat

### Werke
- Betrachtungen über den Nationalcharakter und dessen Einfluß auf den Geschmack und die Sitten: Eine Vorlesung in der Königlichen Deutschen Gesellschaft zu Göttingen, Druck Johann Albrecht Barmeier, Göttingen, 1767 Digitalisat